# 聯合國裁軍事務廳
联合国裁军事务厅（英語：United Nations Office for Disarmament Affairs，縮寫：UNODA）是联合国秘书处的一个办公室，成立于1998年1月，該部門是联合国秘书长科菲·安南在1997年7月向联合国大会提交报告時提議創建。該部門的目标是促进核裁军和阻止核武器擴散以及裁減大规模杀伤性武器、化学武器、生物武器以及包括地雷和火器在內的常規武器。